# 노보리베쓰시
노보리베쓰시(일본어: 登別市)는 일본 홋카이도의 태평양 연안에 있는 시이다. 북동부에는 관광지로 노보리베쓰 온천, 카르르스 온천이 있다. 남서부는 무로란시에서 이어지는 공업지대의 일부이며, 무로란시의 위성 도시이다.

## 어원
아이누어인 ‘누푸르펫’(ヌプル・ペッ, nupur-pet, 색이 진한 강)에서 유래한다. 석회질의 카르르스 온천이 강으로 흘러들어 색이 하얗게 탁해지는 것에서 유래한다.

## 지리
남쪽 해안가에 평지가 있고, 내륙은 대지와 구릉, 한층 더 안쪽이 산지이다.
인구는 해안가에 집중되어 북동쪽의 노보리베쓰, 호로베쓰, 와시베쓰가 있다. 노보리베쓰 마을은 노보리베쓰강 하구 부근에 있고 노보리베쓰 어항과 접한다. 내륙에 노보리베쓰 온천, 카르르스 온천이 있다. 호로베쓰 마을은 이부리호로베쓰강 하구 부근에 있고 노보리베쓰시청은 이 지구에 있다. 와시베쓰 마을은 와시베쓰강 하구 부근에 있고 무로란시와 접하며 무로란 시가지의 북동쪽 연장이다.

### 기후
냉대 습윤 기후(Dfb)이다. 1월 평균 기온은 -4.1℃, 8월 평균 기온은 19.6℃이다. 연평균 기온은 7.4℃이며 겨울의 평균 기온, 여름의 평균 기온, 연평균 기온 모두 삿포로보다 낮지만 홋카이도 내에서는 온난한 기후이다.
| 노보리베쓰시의 기후                                          | 노보리베쓰시의 기후 | 노보리베쓰시의 기후 | 노보리베쓰시의 기후 | 노보리베쓰시의 기후 | 노보리베쓰시의 기후 | 노보리베쓰시의 기후 | 노보리베쓰시의 기후 | 노보리베쓰시의 기후 | 노보리베쓰시의 기후 | 노보리베쓰시의 기후 | 노보리베쓰시의 기후 | 노보리베쓰시의 기후 | 노보리베쓰시의 기후 |
| 월                                                           | 1월                 | 2월                 | 3월                 | 4월                 | 5월                 | 6월                 | 7월                 | 8월                 | 9월                 | 10월                | 11월                | 12월                | 연간                |
| ------------------------------------------------------------ | ------------------- | ------------------- | ------------------- | ------------------- | ------------------- | ------------------- | ------------------- | ------------------- | ------------------- | ------------------- | ------------------- | ------------------- | ------------------- |
| 역대 최고 기온 °C (°F)                                       | 6.7 (44.1)          | 9.6 (49.3)          | 15.0 (59.0)         | 23.5 (74.3)         | 29.4 (84.9)         | 29.1 (84.4)         | 32.4 (90.3)         | 32.4 (90.3)         | 30.3 (86.5)         | 24.7 (76.5)         | 19.4 (66.9)         | 12.9 (55.2)         | 32.4 (90.3)         |
| 일평균 최고 기온 °C (°F)                                     | −1.2 (29.8)         | −0.6 (30.9)         | 3.0 (37.4)          | 9.3 (48.7)          | 15.0 (59.0)         | 18.3 (64.9)         | 21.7 (71.1)         | 23.3 (73.9)         | 20.9 (69.6)         | 15.0 (59.0)         | 7.8 (46.0)          | 1.0 (33.8)          | 11.1 (52.0)         |
| 일일 평균 기온 °C (°F)                                       | −4.1 (24.6)         | −3.8 (25.2)         | −0.4 (31.3)         | 5.1 (41.2)          | 10.3 (50.5)         | 14.0 (57.2)         | 17.9 (64.2)         | 19.6 (67.3)         | 16.7 (62.1)         | 10.8 (51.4)         | 4.2 (39.6)          | −1.9 (28.6)         | 7.4 (45.3)          |
| 일평균 최저 기온 °C (°F)                                     | −7.3 (18.9)         | −7.2 (19.0)         | −3.8 (25.2)         | 1.2 (34.2)          | 6.1 (43.0)          | 10.4 (50.7)         | 15.0 (59.0)         | 16.6 (61.9)         | 12.8 (55.0)         | 6.5 (43.7)          | 0.6 (33.1)          | −4.9 (23.2)         | 3.8 (38.9)          |
| 역대 최저 기온 °C (°F)                                       | −18.1 (−0.6)        | −19.4 (−2.9)        | −14.5 (5.9)         | −8.5 (16.7)         | −2.0 (28.4)         | 0.1 (32.2)          | 6.7 (44.1)          | 7.7 (45.9)          | 2.9 (37.2)          | −2.1 (28.2)         | −9.9 (14.2)         | −14.1 (6.6)         | −19.4 (−2.9)        |
| 평균 강수량 mm (인치)                                        | 53.8 (2.12)         | 53.5 (2.11)         | 75.8 (2.98)         | 110.1 (4.33)        | 167.0 (6.57)        | 183.0 (7.20)        | 251.7 (9.91)        | 297.9 (11.73)       | 259.3 (10.21)       | 176.1 (6.93)        | 113.2 (4.46)        | 70.0 (2.76)         | 1,811.2 (71.31)     |
| 평균 강설량 cm (인치)                                        | 127 (50)            | 117 (46)            | 94 (37)             | 19 (7.5)            | 0 (0)               | 0 (0)               | 0 (0)               | 0 (0)               | 0 (0)               | 0 (0)               | 11 (4.3)            | 82 (32)             | 454 (179)           |
| 평균 강수일수 (≥ 1.0 mm)                                     | 9.4                 | 9.4                 | 10.8                | 10.4                | 11.2                | 11.0                | 14.2                | 14.6                | 12.9                | 12.5                | 12.4                | 10.8                | 139.6               |
| 평균 강설일수                                                | 15.4                | 14.2                | 11.4                | 2.2                 | 0                   | 0                   | 0                   | 0                   | 0                   | 0                   | 1.6                 | 11.0                | 55.8                |
| 평균 월간 일조시간                                           | 109.6               | 114.1               | 157.6               | 185.7               | 192.8               | 142.8               | 111.4               | 125.4               | 150.1               | 157.7               | 117.4               | 101.9               | 1,666.5             |
| 출처: 일본 기상청 (평년값: 1991년~2020년, 극값: 1977년~현재) |                     |                     |                     |                     |                     |                     |                     |                     |                     |                     |                     |                     |                     |

## 역사
에도 시대에 마쓰마에번에 의해 호로베쓰 장소가 열렸다. 시내의 노보리베쓰 온천은 에도 시대부터 알려졌다. 1869년에 호로베쓰군이 설치되었다.
- 1873년 5월 6일 - 호로베쓰군에 호로베쓰촌, 노보리베쓰촌, 와시베쓰촌이 설치되었다.
- 1919년 4월 1일 - 호로베쓰촌·노보리베쓰촌·와시베쓰촌이 합병해 새로운 호로베쓰촌이 성립하였다.
- 1951년 4월 1일 - 정으로 승격해 호로베쓰정이 되었다.
- 1961년 4월 1일 - 노보리베쓰정으로 개칭했다.
- 1970년 8월 1일 - 시로 승격해 노보리베쓰시가 되었다.

## 교통

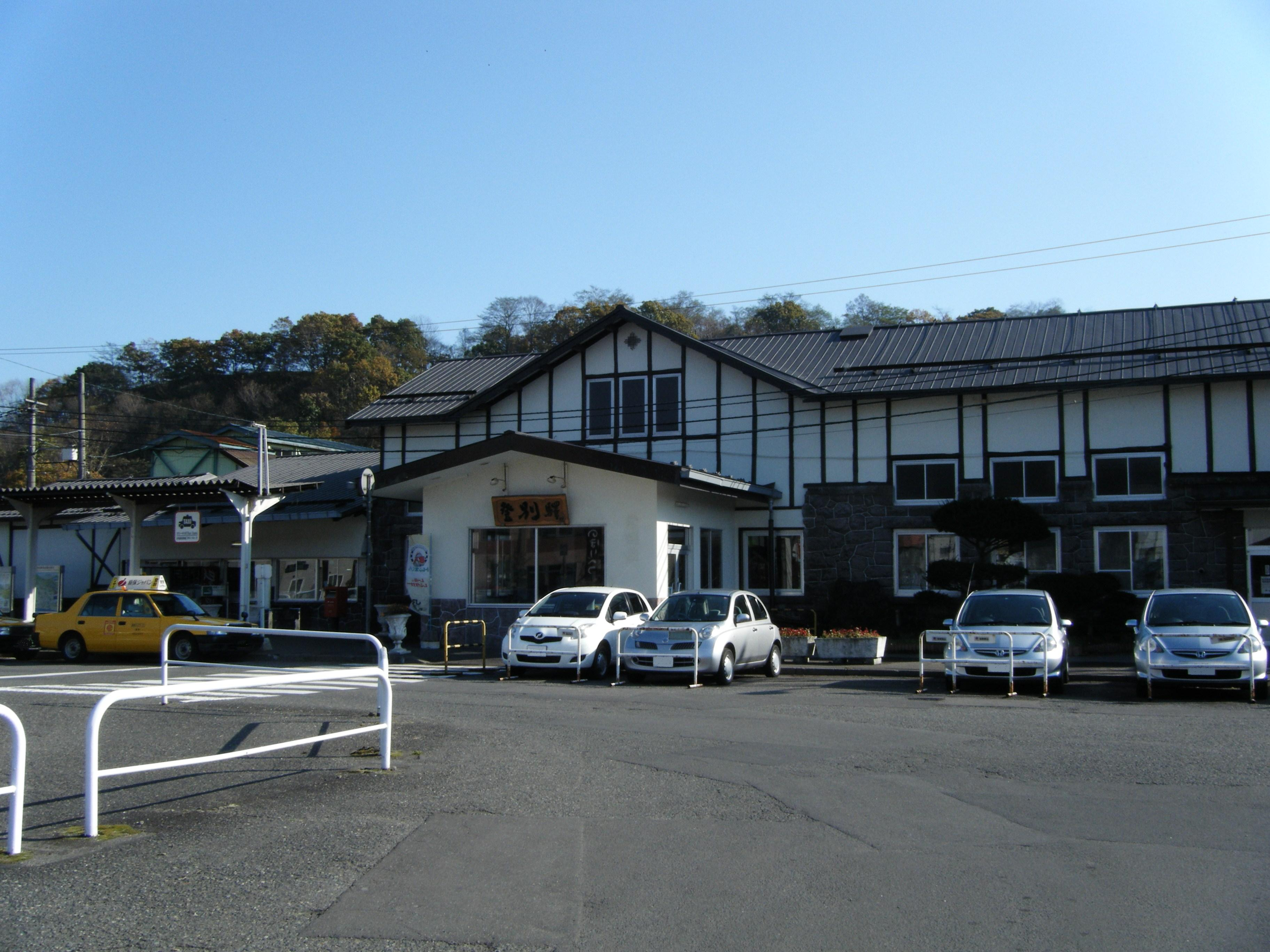
JR 노보리베쓰역(2008년 11월)

### 철도
- 홋카이도 여객철도 무로란 본선

### 도로
- 도오 자동차도
- 국도 36호선

## 자매 도시
- 일본 미야기현 시로이시시
- 중국 광둥성 광저우시(2002년 5월 19일)
- 미국 북마리아나 제도 사이판(2006년 11월)